# Max Carrasco
Max Willian Carrasco (* 3. Mai 1984 in Belo Horizonte) ist ein ehemaliger brasilianischer Fußballspieler.

## Karriere
Max begann seine Karriere 2007 beim Zweitligisten Marília AC. Danach spielte er bei Grêmio Barueri und EC Noroeste. 2009 unterschrieb er einen Vertrag bei Ipatinga FC. 2011 wechselte er auf Leihbasis zum japanischen Vegalta Sendai. 2012 kehrte er zu Ipatinga zurück. Danach spielte er bei Villa Nova AC, Luverdense EC, AS Arapiraquense und CA Metropolitano.